# XX Mistrzostwa Świata w Lataniu Precyzyjnym
20. Mistrzostwa Świata w Lataniu Precyzyjnym 2011 odbyły się w Republice Południowej Afryki w miejscowości Brits w dniach 23–29 października 2011 roku. Startowało 56 pilotów z 15 krajów.
Trzy medale w zawodach zdobyła reprezentacja Polski. Indywidualnie tytuł mistrzowski zdobył Michał Wieczorek przed Bolesławem Radomskim i Czechem Michalem Filipem. Drużynowo triumfowali również Polacy.

## Wyniki

### klasyfikacja indywidualna
| Miejsce | Zawodnik          | Wynik (pkt) |
| ------- | ----------------- | ----------- |
|         | Michał Wieczorek  | 401,00      |
|         | Bolesław Radomski | 415,00      |
|         | Michal Filip      | 438,00      |
| 4.      | Jiří Filip        | 451,00      |
| 5.      | Julien Cherioux   | 481,00      |
| 6.      | Eric Daspet       | 509,00      |

### klasyfikacja drużynowa
| Miejsce | Reprezentacja                                                        | Wynik (pkt) |
| ------- | -------------------------------------------------------------------- | ----------- |
|         | Polska · Michał Wieczorek · Bolesław Radomski · Krzysztof Skrętowicz | 1348        |
|         | Czechy · Jiří Filip · Michal Filip · Petr Opat                       | 1482        |
|         | Francja · Julien Cheroix · Eric Daspet · Damien Vadon                | 1735        |
| 4.      | Południowa Afryka                                                    | 3148        |
| 5.      | Niemcy                                                               | 4314        |
| 6.      | Szwajcaria                                                           | 4675        |